# ダーク・サワテリオ
ダークサワテリオは、日本の聴覚障害者プロレスラー。聾プロレス所属。

## 来歴
2013年8月31日、 闘聾門JAPAN興行にてタッグマッチでデビュー。反則攻撃でサワテリオを破り、デビュー戦勝利を飾る。
2014年2月1日、サワテリオ所持するDEAF-MAX王座戦に挑戦するも反則行為を繰り返し、無効試合となる。
2015年4月29日、 シン・デスと組み、優勝すると願いを叶えてくれるトーナメントにエントリー、決勝でサワテリオ組を撃破、優勝を果たす。願い事として、DEAF-MAXタッグ王座チャンピオンベルトを要望、初代タッグチャンピオンとなる。
2016年11月12日、闘聾門JAPAN解散に伴い、フリーとなる。
2017年5月、タッグパートナーであるシン・デスと共に聴覚障がい者プロレス団体「聾プロレス」所属となる。
2021年11月、マジックボックス旗揚げ2周年記念大会にて、大怪我を負ったセレジェイラの代替としてヤングドリーム王座決定戦に出場するもマジックキラー1号に敗退。

## 人物
- 同じ団体に所属するサワテリオの憎しみの心から生まれた悪の化身というキャラ設定になっている。

## 得意技
ダーク・オブ・フェイト
相手の頭を脇に挟むDDTの体勢から、体をひねってダイヤモンド・カッターに移行する技。フィニッシュ技として使われている。
パイルドライバー
金的蹴り

## 獲得タイトル
- DEAF-MAXタッグ王座（初代）